# Rockland, Maine
Rockland är en stad i Knox County, Maine, USA, med 7 609 invånare (2000). Rockland är administrativ huvudort (county seat) i Knox County.
Rocklands historia går tillbaka till 1769, då området först bebyggdes som en del av Thomaston. 1748 blev orten självständig, först under namnet East Thomaston.